# 藤沢飛行場
藤沢飛行場（ふじさわひこうじょう）とは神奈川県藤沢市に存在した飛行場。1953年（昭和28年）- 1964年（昭和39年）の正式名称は東洋航空藤沢飛行場。

## 概要
太平洋戦争当時、海軍の飛行場として建設された。湘南海岸の江の島の西側から引地川を北上した東側の相模野台地丘陵上南端部にあった。さらに北上すると厚木海軍飛行場がある。滑走路は、南北方向で離着陸の方向は北から南向きだった。
終戦後は民間飛行場となり、廃止後の跡地は荏原製作所の藤沢事業所の大部分・荏原湘南スポーツセンターの敷地の一部になった。

## 歴史

### 海軍飛行場時代
- 1943年（昭和18年）10月24日 - 藤沢カントリー倶楽部を閉鎖し、同地周辺が、横須賀海軍航空隊の基地となる。
- 1944年（昭和19年）6月1日 - 藤沢海軍航空隊が置かれる。クラブハウス（グリーンハウス）は司令部として利用され、開隊当初は兵舎が完成していなかったため、クラブハウスが兵舎と調理場も兼ねていた。
- 1945年（昭和20年）8月25日 - 藤沢海軍航空隊が解隊される。
- 1945年（昭和20年）9月2日 - 連合国軍550人が、本飛行場に進駐。
連合国軍は、飛行場として十分利用できず、約1年で撤退した。跡地はゴルフ場や元地主に返還され、聖園女学院高等学校、民間飛行場などになった。唐池の施設部宿舎は、戦災孤児の養護施設（唐池学園）になった。
- 1947年（昭和22年） - 通信学校跡に藤沢商業高等学校（現･藤沢翔陵高等学校）が移転。
- 1947年（昭和22年） - 1950年（昭和25年） - 航空隊施設の一部が、引揚者用住宅に転用される。
- 1948年（昭和23年） - 一部が、藤沢市営競技場となる。
- 1952年（昭和27年）6月 - 東洋航空工業設立。
  - 12月29日 - 飛行場隣接地に、日本エアキャリアーサービス株式会社（現在の関東航空計器株式会社）設立。
  - 12月30日 - 日本の国産機としては2番目のTT-10を東洋航空工業が製造した。

### 民間飛行場時代
- 1953年（昭和28年）2月12日 - 東洋航空藤沢飛行場の設置を申請[2]。
  - 3月28日 - 神奈川県藤沢市字大原4361にて、飛行場供用開始。

- 1959年（昭和34年）9月24日 - 米軍偵察機ロッキードU-2が不時着。「黒いジェット機事件」として問題化[3]。

- 1964年（昭和39年）10月31日 - 飛行場供用廃止。
- 1965年（昭和40年） - 跡地に荏原製作所藤沢工場（後に藤沢事業所）が新設される[1]。

## 藤沢飛行場を舞台とした作品
- 君恋し - 1962年（昭和37年）、日活、監督 : 森永健次郎、出演 : フランク永井。藤沢飛行場でロケーション撮影が行われた[4]。
- 出撃 - 1963年（昭和38年）、日活、監督 : 滝沢英輔、出演 : 伊藤孝雄。藤沢飛行場でロケーション撮影が行われた[5]。